# Cuba (Alabama)
Pour les articles homonymes, voir Cuba (homonymie).
Cuba est une municipalité américaine située dans le comté de Sumter en Alabama.
Selon le recensement de 2010, sa population est de 346 habitants. La municipalité s'étend sur 4,07 milles carrés (10,54 km2).

## Démographie
| 1880 | 1890 | 1900 | 1910 | 1920 | 1930 | 1940 | 1950 |
| ---- | ---- | ---- | ---- | ---- | ---- | ---- | ---- |
| 232  | 265  | 384  | 650  | 719  | 542  | 557  | 525  |

| 1960 | 1970 | 1980 | 1990 | 2000 | 2010 | - | - |
| ---- | ---- | ---- | ---- | ---- | ---- | - | - |
| 390  | 386  | 486  | 390  | 363  | 346  | - | - |